# Teatro del Rondò di Bacco
Il teatro del Rondò di Bacco è un teatro di Firenze situato dentro palazzo Pitti.

## Storia
I due "rondò" del palazzo sono le due ali laterali aggiunte su iniziativa del Granduca Pietro Leopoldo di Lorena, "abbracciando" piazza Pitti.
Il rondò di sinistra è detto "Rondò di Bacco", dal nome della fontana del Nano Morgante (detto "Bacchino") nel vicino ingresso del giardino di Boboli, nei pressi dell'uscita del Corridoio vasariano. Fu creato dall'architetto Niccolò Gaspero Maria Paoletti tra il 1783 e il 1799 e fu la seconda ala ad essere aggiunta dopo il rondò di Porta Romana (a destra), opera di Giuseppe Ruggieri del 1765.
Si tratta di una sala lunga e stretta, con un centinaio di posti. Appartiene alla soprintendenza ed oggi, sebbene a norma, è difficilmente usato per spettacoli, mentre è più frequente l'utilizzo per presentazioni di iniziative della soprintendenza e piccoli convegni.
Il teatro visse il suo momento di prestigio nel panorama cittadino tra il 1975 e i primi anni '80, quando ospitò varie compagnie di ricerca europee, quali il Living Theatre, i Bread and Puppet di Peter Schumann, le opere di Giuliano Vasilicò, ecc. Qui recitò anche un giovanissimo Roberto Benigni.